# Odcombe
Odcombe är en ort och civil parish i Storbritannien.   Den ligger i grevskapet Somerset och riksdelen England, i den södra delen av landet, 190 km väster om huvudstaden London. Odcombe ligger 110 meter över havet och antalet invånare är 759.
Terrängen runt Odcombe är huvudsakligen platt. Odcombe ligger uppe på en höjd. Runt Odcombe är det ganska tätbefolkat, med 86 invånare per kvadratkilometer. Närmaste större samhälle är Yeovil, 5,0 km öster om Odcombe. Trakten runt Odcombe består i huvudsak av gräsmarker.